# Hernán Pereira (locutor)
Hernán Antonio Pereira Contreras (Providencia, 17 de julio de 1934-Santiago, 20 de mayo de 2022) fue un locutor y animador chileno de radio y televisión, conocido por programas como El malón de la Chilena, El Club de los Fantasmas y Para los que fueron lolos y se sienten lolos.

## Carrera
Comenzó sus labores en Radio Portales de Talca en la década de 1960, También trabajó en radios Chilena, Cooperativa y Corporación. Destacaba por su voz engolada y el uso de expresiones como Caracoles!, que lo hicieron famoso en Chile; en el programa Jappening con ja, el actor Jorge Pedreros crea el personaje Silverio Silva basado en Pereira.
Hizo carrera en la televisión en los años 1960, presentando el show musical El Special en Canal 9 entre 1966 y 1968, y Domingo feliz en Canal 6 —estación surgida luego de la toma de Canal 9— en 1973. Tuvo también una incursión en la música, grabando un disco de tangos en 1969.
En 1997 fue una de las voces fundadoras de RadioBus, emisora que existió hasta 2002 y se captaba exclusivamente en los buses del transporte público de Santiago.
Hernán Pereira también trabajó en las radioemisoras Pudahuel (1988-1991), La Clave (1992-1999), Romance (1999, 2008), Agricultura (2001-2008) y San Joaquín, dedicado a la música del recuerdo.